# Dhading
Der Distrikt Dhading (Nepali धादिङ जिल्ला) ist einer von 77 Distrikten in Nepal.
Er liegt in der Verwaltungszone Bagmati. Bei der Volkszählung 2001 hatte Dhading 338.658 Einwohner; 2011 waren es 336.067.
Der Distrikt ist vom Massiv des Ganesh Himal geprägt.
Die Bevölkerung ist hauptsächlich Brahmin und Chhetri im Süden sowie Tamang und Gurung im Norden; im mittleren Bereich leben auch viele Newari.

## Verwaltungsgliederung
Städte (Munizipalitäten) im Distrikt Dhading:
- Nilkantha

Village Development Committees (VDCs) im Distrikt Dhading:
- Agnichok
- Baireni
- Baseri
- Benighat
- Bhumesthan
- Budhathum
- Chainpur
- Chhatre Dyaurali
- Darkha
- Dhola
- Dhussa
- Dhuwakot
- Gajuri
- Gaunkharka
- Gerkhu
- Ghussa
- Goganpani
- Gumdi
- Jiwanpur
- Jharlang
- Jogimara
- Jyamaruk
- Kalleri
- Katunge
- Kebalpur
- Khalte
- Khari
- Kiranchok
- Kumpur
- Lapa
- Mahadevsthan
- Maidi
- Marpak
- Mulpani
- Nalang
- Naubise
- Phulkharka
- Pida
- Ri Gaun
- Salang
- Salyankot
- Salyantar
- Satyadevi
- Semjong
- Sirtung
- Tasarpu
- Thakre
- Tipling
- Tripureswar